# Зимёнки (Кстовский район)
Зимёнки — деревня в Кстовском районе Нижегородской области. Входит в состав Безводнинского сельсовета. Находится на высоком холме над Волгой, в нескольких километрах к северо-востоку от г. Кстово, на шоссе между сёлами Великий Враг и Безводное.

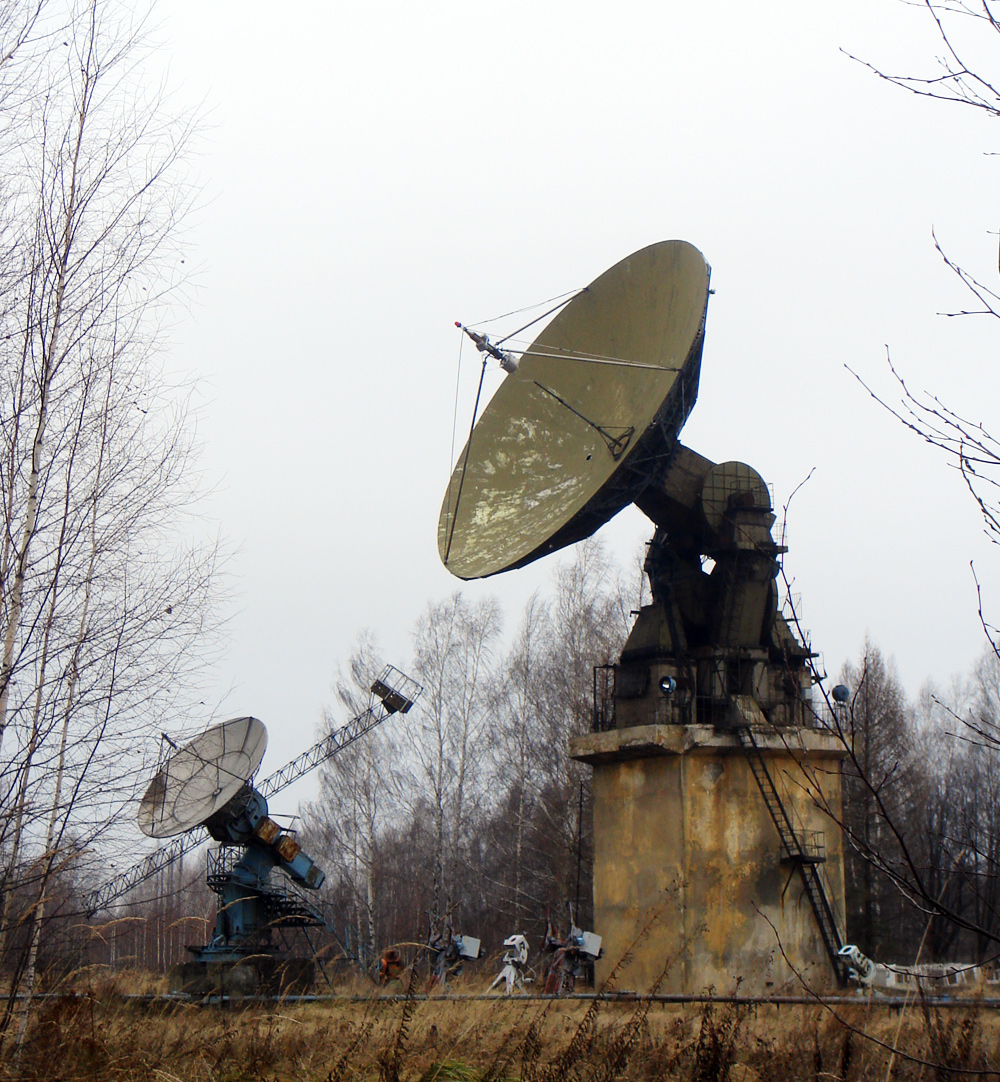
Радиотелескопы (2008)

Близ деревни располагалась радиоастрономическая станция НИРФИ «Зимёнки», предназначенная для исследований Солнца. По состоянию на 2010-е годы станция находится в заброшенном состоянии, возможность её восстановления и возобновления работы в официальных источниках не обсуждалась.
Действующий православный храм был освящён архиепископом Георгием 6 мая 2011 года.